# Ралиновци
Ралиновци е село в Северна България. То се намира в община Елена, област Велико Търново.

## География
Село Ралиновци се намира в планински район.